# Lewis Fitz-Gerald
Lewis Fitz-Gerald (Adelaide, 15 novembre 1958) è un attore australiano.
Ha iniziato la sua carriera nel 1979 ed ha preso parte in oltre 60 ruoli. È principalmente noto per aver recitato nel 1988 in Un grido nella notte con Meryl Streep nella parte di un avvocato.